# Christian Almeida
Christian Andrés Almeida Rodríguez (Montevideo, 25 dicembre 1989) è un calciatore uruguaiano, difensore del River Plate (M).

## Caratteristiche tecniche
È un terzino sinistro.

## Carriera
Cresciuto nelle giovanili del Liverpool (M), ha esordito il 13 agosto 2011 in occasione del match pareggiato 1-1 contro il Racing Montevideo.

## Statistiche

### Presenze e reti nei club
Statistiche aggiornate al 23 marzo 2018.
| Stagione             | Squadra              | Campionato           | Campionato | Campionato | Coppe nazionali | Coppe nazionali | Coppe nazionali | Coppe continentali | Coppe continentali | Coppe continentali | Altre coppe | Altre coppe | Altre coppe | Totale | Totale | Totale |
| Stagione             | Squadra              | Comp                 | Pres       | Reti       | Comp            | Pres            | Reti            | Comp               | Pres               | Reti               | Comp        | Pres        | Reti        | Pres   | Reti   |        |
| -------------------- | -------------------- | -------------------- | ---------- | ---------- | --------------- | --------------- | --------------- | ------------------ | ------------------ | ------------------ | ----------- | ----------- | ----------- | ------ | ------ | ------ |
| 2011-2012            | Liverpool (M)        | PD                   | 4          | 0          |                 | -               | -               |                    | -                  | -                  |             | -           | -           | 4      | 0      |        |
| 2012-2013            | Liverpool (M)        | PD                   | 18         | 0          |                 | -               | -               |                    | -                  | -                  |             | -           | -           | 18     | 0      |        |
| 2013-2014            | Liverpool (M)        | PD                   | 24         | 0          |                 | -               | -               |                    | -                  | -                  |             | -           | -           | 24     | 0      |        |
| 2014-2015            | Liverpool (M)        | PD                   | 20         | 1          |                 | -               | -               |                    | -                  | -                  |             | -           | -           | 20     | 1      |        |
| 2015-2016            | Liverpool (M)        | PD                   | 27         | 2          |                 | -               | -               |                    | -                  | -                  |             | -           | -           | 27     | 2      |        |
| 2016                 | Liverpool (M)        | PD                   | 15         | 1          |                 | -               | -               |                    | -                  | -                  |             | -           | -           | 15     | 1      |        |
| 2017                 | Liverpool (M)        | PD                   | 33         | 1          |                 | -               | -               | CS                 | 2                  | 0                  |             | -           | -           | 35     | 1      |        |
| Totale Liverpool (M) | Totale Liverpool (M) | Totale Liverpool (M) | 141        | 5          |                 | -               | -               |                    | 2                  | 0                  |             | -           | -           | 143    | 5      |        |
| 2017-2018            | Defensa y Justicia   | PD                   | 6          | 0          | CA              | 0               | 0               | CS                 | 2                  | 0                  |             | -           | -           | 8      | 0      |        |
| Totale carriera      | Totale carriera      | Totale carriera      | 147        | 5          |                 | -               | -               |                    | 4                  | 0                  |             | -           | -           | 151    | 5      |        |

## Palmarès
- Campionato uruguaiano: 1

Nacional: 2022